# 埃梅斯·拉米雷斯
埃梅斯·拉米雷斯（西班牙語：Hermes Ramírez，1948年1月7日—2024年9月4日），古巴男子田径运动员。他曾代表古巴参加1968年、1972年和1976年夏季奥林匹克运动会田径比赛，其中1968年奥运会获得一枚银牌。